# شيلا كينيدي
شيلا كينيدي (بالإنجليزية: Sheila Kennedy)‏ هي عارضة وممثلة أمريكية، ولدت في 12 أبريل 1962 بممفيس في الولايات المتحدة.

## وصلات خارجية
- شيلا كينيدي على موقع IMDb (الإنجليزية)
- شيلا كينيدي على موقع قاعدة بيانات الفيلم (الإنجليزية)